# Nemani Takayawa
Nemani Takayawa (3 de marzo de 1982) es un deportista fiyiano que compitió en judo. Ganó siete medallas en el Campeonato de Oceanía de Judo entre los años 2000 y 2006.

## Palmarés internacional
| Campeonato de Oceanía | Campeonato de Oceanía      | Campeonato de Oceanía | Campeonato de Oceanía |
| Año                   | Lugar                      | Medalla               | Categoría             |
| --------------------- | -------------------------- | --------------------- | --------------------- |
| 2000                  | Sídney (Australia)         | Medalla de bronce     | –90 kg                |
| 2002                  | Wellington (Nueva Zelanda) | Medalla de bronce     | –90 kg                |
| 2003                  | Suva (Fiyi)                | Medalla de oro        | Abierta               |
| 2003                  | Suva (Fiyi)                | Medalla de bronce     | –100 kg               |
| 2004                  | Numea (Francia)            | Medalla de oro        | Abierta               |
| 2004                  | Numea (Francia)            | Medalla de plata      | –100 kg               |
| 2006                  | Papeete (Francia)          | Medalla de bronce     | +100 kg               |